# AACTA International Award de melhor filme
O AACTA Awards de melhor filme é uma condecoração anual oferecida pela Academia Australiana de Cinema e Televisão desde 2012.

## Vencedores e indicados

### Década de 2010
| Ano                                             | Título |
| ----------------------------------------------- | ------ |
| 2011                                            |        |
| The Artist                                      |        |
| The Descendants                                 |        |
| Hugo                                            |        |
| The Ides of March                               |        |
| Margin Call                                     |        |
| Melancholia                                     |        |
| Midnight in Paris                               |        |
| Moneyball                                       |        |
| The Tree of Life                                |        |
| We Need to Talk About Kevin                     |        |
| 2012                                            |        |
| Silver Linings Playbook                         |        |
| Argo                                            |        |
| Les Misérables                                  |        |
| Life of Pi                                      |        |
| Lincoln                                         |        |
| Zero Dark Thirty                                |        |
| 2013                                            |        |
| Gravity                                         |        |
| 12 Years a Slave                                |        |
| American Hustle                                 |        |
| Captain Phillips                                |        |
| Rush                                            |        |
| 2014                                            |        |
| Birdman or (The Unexpected Virtue of Ignorance) |        |
| Boyhood                                         |        |
| The Grand Budapest Hotel                        |        |
| The Imitation Game                              |        |
| Whiplash                                        |        |
| 2015                                            |        |
| Mad Max: Fury Road                              |        |
| The Big Short                                   |        |
| Carol                                           |        |
| The Revenant                                    |        |
| Spotlight                                       |        |
| 2016                                            |        |
| La La Land                                      |        |
| Arrival                                         |        |
| Hacksaw Ridge                                   |        |
| Lion                                            |        |
| Manchester by the Sea                           |        |
| 2017                                            |        |
| Three Billboards Outside Ebbing, Missouri       |        |
| Call Me by Your Name                            |        |
| Dunkirk                                         |        |
| Lady Bird                                       |        |
| The Shape of Water                              |        |